# Rovaniemen keskuskenttä
Rovaniemen keskuskenttä – wielofunkcyjny stadion, położony w Rovaniemi, w Finlandii. Swoje mecze rozgrywa na nim klub piłkarski Rovaniemen Palloseura. Pojemność obiektu wynosi 4 000 miejsc.